# 東金沢 (新潟市)
東金沢（ひがしかなざわ）は、新潟県新潟市秋葉区の町字。郵便番号は956-0814。

## 概要
1926年（大正15年）から現在の大字。阿賀野川中流左岸に位置する。
もとは1884年（明治17年）から1889年（明治22年）まであった金沢村の区域の一部で、1926年（大正15年）1月1日に大字金沢が東金沢に改称して成立した。

### 隣接する町字
北から東回り順に、以下の町字と隣接する。
- 中新田
- 大安寺
- 金屋
- 飯柳
- 柄目木
- 新金沢町
- 新津東町

## 歴史
上金沢村（かみかなざわむら）
江戸時代から1876年（明治9年）まであった村名。もとは満願寺村の一部で、1631年（寛永8年）に開発されて上興野新田と称し、1663年（寛文3年）に改称した。地名は、鉄漿沢の転訛ともいわれる。1876年（明治9年）に互賀村の一部となる。
下金沢村（しもかなざわむら）
江戸時代から1876年（明治9年）まであった村名。もとは満願寺村の一部で、1631年（寛永8年）に開発されて下興野新田と称し、1663年（寛文3年）に改称した。浦金沢とも称した。1876年（明治9年）に互賀村の一部となる。
金沢村（かなざわむら）
1884年（明治17年）に互賀村から分村して成立。

### 年表
- 1889年（明治22年）4月1日 : 合併により阿賀浦村の大字となり、村役場所在地となる。
- 1925年（大正14年）11月1日 : 合併により新津町の大字となる。
- 1926年（大正15年）1月1日 : 字金沢から字東金沢に改称。
- 1951年（昭和26年）1月1日 : 新津町が市制を施行し、新津市の大字となる。
- 2005年（平成17年）3月21日 : 合併により新潟市の大字となる。
- 2007年（平成19年）4月1日 : 新潟市の政令指定都市移行により、秋葉区の大字となる。

## 世帯数と人口
2018年（平成30年）1月31日現在の世帯数と人口は以下の通りである。
| 大字   | 世帯数  | 人口  |
| ------ | ------- | ----- |
| 東金沢 | 114世帯 | 281人 |

## 小・中学校の学区
市立小・中学校に通う場合、学区は以下の通りとなる。
| 番地                     | 小学校             | 中学校                 |
| ------------------------ | ------------------ | ---------------------- |
| 9番地1～21番地5 1992番地 | 新潟市立新関小学校 | 新潟市立新津第五中学校 |
| 506番地～1973番地        | 新潟市立阿賀小学校 | 新潟市立新津第五中学校 |

## 主な企業・施設
- 下越病院